# ارباب (بازی ویدئویی ۲۰۰۷)
«ارباب» (انگلیسی: Overlord) یک بازی ویدئویی در سبک بازی اکشن-ماجراجویی است که توسط کدمسترز و در سال ۲۰۰۷ و در پلت‌فرم‌های اکس‌باکس ۳۶۰، پلی‌استیشن ۳، مایکروسافت ویندوز، و مک‌اواس منتشر شده‌است.
دو نسخه قبلی این بازی در آمریکای شمالی در 26 ژوئن 2007، در اروپا در 29 ژوئن و استرالیا در 6 ژوئیه 2007 منتشر شد.